# 啓光福祉会
啓光福祉会（けいこうふくしかい）は、東京都多摩市和田にある社会福祉法人。啓光学園、啓光えがお、啓光ホーム石村（グループホーム）、啓光ホーム伊野（グループホーム）、なかまの樹を有する。ショートステイも受け付けている。

## 概要
〒206-0001 東京都多摩市和田1717

### 経営理念
- 利用者一人ひとりの尊厳を重視し、主体的な自己実現を支援する。
- 利用者一人ひとりのニーズに合った質の高い福祉サービスを提供する。
- 職員一人ひとりが創造性、協調性、信頼性、責任感を重点に自己の資質向上に務める。
- 職員一人ひとりが常に効率的、経済的な施設運営を自覚し実践する。
- 地域にとけ込み、地域の需要に積極的に応える。

## 沿革
- 1941年（昭和16年） 5月 - 中島育子個人立により精神に障害のある児童の相談委託の場を牛込区薬王寺町に開設。「愛泉会」として始める。
- 1944年（昭和19年） 6月 - 社会事業法による精神薄弱児施設として届け出を受理される。
- 1945年（昭和20年） 4月 - 一部肢体不自由児のために富山県滑川に家を借り施設とする。
- 1946年（昭和21年）11月 - 軽井沢、鎌倉、葉山の各地に施設を移転し、児童と起居を共にする。
- 1948年（昭和23年） 1月 - 児童福祉法による精神薄弱児施設として東京都より認可される。
- 1962年（昭和37年） 6月 - 東京都多摩市和田に愛泉会施設を建築し移転。定員28名。
- 1985年（昭和60年） 4月 - 愛泉会建物取り壊し、及び新築工事、並びに樹木等の移動開始。
- 1986年（昭和61年） 2月 - 施設建物工事完了。
- 1986年（昭和61年） 3月 - 愛泉会施設新築建物が東京都より認可される。
- 1986年（昭和61年）10月 - 愛泉会創立45周年記念式典開催。
- 1987年（昭和62年） 4月 - 社会福祉法人設立に向かって設立準備委員会を設置する。
- 1988年（昭和63年） 9月 - 社会福祉法人愛の泉、東京都より認可される。
- 1988年（昭和63年）10月 - 社会福祉法人愛の泉 精神薄弱児施設 啓光学園 設立。定員28名。
- 1990年（平成 2年） 5月 - 第二種社会福祉事業児童短期入所事業開始。定員1名。多摩市心身障害者（児）一時保護事業受託開始。定員2名。
- 2000年（平成12年）12月 - 啓光学園施設建替え工事の為、旧東京都多摩更生園に移転。
- 2001年（平成13年）12月 - 啓光学園施設建物工事完了。
- 2002年（平成14年） 4月 - 知的障害者更生施設啓光学園（児者併設型）開設。定員：成人40名、児童：10名。知的障害者短期入所事業開始。定員2名。
- 2002年（平成14年） 8月 - 法人名を社会福祉法人啓光福祉会に改名、東京都より認可される。
- 2005年（平成17年） 4月 - 東京都多摩市一ノ宮に共同生活介護・共同生活援助「啓光ホーム石村」を開設。定員5名。
- 2008年（平成20年） 7月 - 多摩市より重度心身障害者通所施設「なかのま樹」事業運営を受託。定員5名。
- 2009年（平成21年） 1月 - 東京都多摩市東寺方に共同生活介護・共同生活援助「啓光ホーム伊野」を開設。定員8名。
- 2010年（平成22年） 4月 - 生活介護事業「啓光えがお」を開設。定員40名。
- 2012年（平成24年） 4月 - 重度心身障害者通所施設「なかのま樹」事業経営を多摩市より啓光福祉会に移譲。 生活訓練所「すぎなの友」の事業経営を多摩市より啓光福祉会に移譲し、啓光えがおに合流。啓光えがおの定員55名。